# Josef Čermák (starosta)
Josef Čermák (26. prosince 1853 Praha – 26. května 1917 Mnichovo Hradiště) byl český podnikatel a starosta Rakovníka, který významně přispěl k jeho modernizaci na přelomu 19. a 20. století. Jsou po něm pojmenovány rakovnické městské sady.

## Život
Josef Čermák se v roce 1877 oženil s Karlou Köppelovou, se kterou měli dcery Pavlu (* 1878), Karlu (* 1880), Evu (* 1882), syna Josefa (* 1885) a dceru Luisu (* 1886). Do Rakovníka přišel z Prahy zřejmě o rok později, kdy zde jeho otec, pražský stavitel Josef Čermák st. v dražbě získal rolnický cukrovar, včetně několika souvisejících pozemků, a vedení podniku přenechal jemu a jeho mladšímu bratrovi Aloisovi. Postupně se z něj stal vážený občan, který se účastnil činnosti mnoha spolků, mj. Měšťanské besedy, pěvecko-hudebního spolku, okrašlovacího spolku, klubu bruslařů i cyklistického klubu. Členem městského zastupitelstva byl zvolen poprvé roku 1891, vzápětí se stal náměstkem starosty Otomara Zákona a když ten roku 1893 rezignoval, byl zvolen starostou. Poté jím byl zvolen ještě čtyřikrát.
Jako starosta Rakovníka se podílel na proměně tohoto doposud klidného venkovského městečka na moderní město. Za jeho éry bylo modernizováno předměstí Sekyra, postavena budova spořitelny (dnes pošta) a chlapecká obecná a měšťanská škola, podporována rakovnická reálka, založeno muzeum a zachráněn městský archiv (o obojí se na žádost Čermáka staral učitel Jan Renner). V rámci rozvoje Rakovníka byl regulován Rakovnický potok, postavena plynárna, která zajistila moderní osvětlení městských ulic, a starosta se zasadil i o vybudování tří nových železničních tratí do Bečova, Mladotic a Loun. Zahájil také jednání o zřízení vodovodu a kanalizace, ale tyto dva projekty nebyly kvůli nedostatku financí realizovány (vodovod až v období protektorátu a budování kanalizace skončilo až v polovině 60. let). Byla také zrekonstruována radnice a opravena řada rakovnických památek, zejména Pražská a Vysoká brána a architektem Josefem Mockerem byl regotizován kostel sv. Bartoloměje. Na náměstí byla vysázena lipová, později jilmová alej, podobně se okrašlovací spolek postaral i o další výsadby stromů ve městě. Sám starosta stál za zřízením městských sadů na místě botanické zahrady za kostelem, rozšířených o pozemek Na Losích (po jeho smrti byly na jeho památku pojmenovány Čermákovy sady). Josef Čermák byl mj. též náměstkem okresního starosty a v roce 1897 kandidoval do Říšské rady, ale nebyl zvolen. Za své zásluhy nicméně získal titul císařského rady.
Koncem 19. století se ovšem kvůli konkurenci a nedostatku cukrové řepy zhoršila ekonomická situace cukrovaru a oba bratři se postupně zadlužili. Dne 25. března 1898 dokonce cukrovar vyhořel a výroba už v něm nemohla být obnovena (téhož roku zemřel i jejich otec). Josef Čermák tak byl odkázán víceméně jen na výnosy z polního hospodářství. Starostenský úřad přesto udržel až do roku 1910, kdy obecní volby vyhrála sociálně demokratická opozice a novým starostou se stal František Otta. Čermák se pak již neúčastnil ani zasedání zastupitelstva a vzdal se i členství ve většině spolků. Kromě toho byla kvůli nedoplatkům obecních daní a dalším pohledávkám města na majetek obou bratrů nařízena exekuce, která postihla jak jejich pozemky, tak podíly v družstevním lihovaru a Alois přišel i o Zábranský mlýn. Josef Čermák ještě nějakou dobu žil v Rakovníku, ale poté se odstěhoval za svou dcerou Karlou, která se provdala do Mnichova Hradiště. Zde pak ve věku 63 let zemřel na zánět plic, pochován je v rodinné hrobce na Olšanských hřbitovech v Praze.